# کارلوس آیمار
کارلوس آیمار (انگلیسی: Carlos Aimar؛ زادهٔ ۲۱ ژوئیهٔ ۱۹۵۰) بازیکن فوتبال اهل آرژانتین است.
از باشگاه‌هایی که در آن بازی کرده‌است می‌توان به باشگاه ورزشی سن لورنسو آلماگرو و باشگاه فوتبال روساریو سنترال اشاره کرد.